# یوروپراپ اینترنشنال
یوروپراپ اینترنشنال کنسرسیومی است که در سال ۲۰۰۲  در قالب یک شرکت اداره شده توسط قوانین آلمان توسط چهار تولید کننده اصلی موتور هواپیما اروپایی ، ام‌تی‌یو ارو انجینز ، موتورهای هواگرد سافران ، رولز-رویس موتورز و اینداستریا دو توربو پروپالسر تاسیس شد.
این شرکت وظیفه طراحی، توسعه، بازاریابی، تولید و ارائه پشتیبانی از موتور توربوپراپ تیپی-۴۰۰ را دارد که برای تأمین نیرو در هواپیمای حمل و نقل نظامی ایرباس ای۴۰۰ام اطلس ساخته شده توسط ایرباس دیفنس اند اسپیس استفاده می‌شود.